# ماژیکیای
ماژیکیای (به لاتین: Mažeikiai) در لیتوانی با جمعیت ۳۶٬۲۷۸ نفر است که در شهرستان تلشای واقع شده‌است.